# Myllymäki järnvägsstation
Myllymäki järnvägsstation är en järnvägsstation i byn Myllymäki i Etseri stad i Finland, längs Haapamäki-Seinäjokibanan. Vid stationen stannar alla regionaltåg mellan Seinäjoki och Jyväskylä.
Stationen öppnades år 1883. Det var ursprungligen planerat att Myllymäki skulle bli en korsningsstation för flera banor, men planerna ändrades några år efter att stationen byggts. Stationsbyggnaden är på grund av detta märkbart större än de andra stationsbyggnaderna på banan.